# Saâne (rivier)
De Saâne is een rivier in het Franse departement Seine-Maritime regio Normandië. Zij mondt uit in de zee (Het Kanaal) en heeft dus een eigen bekken.

## Loop
De Saâne is 41 km lang. Zij ontspringt op 70 m hoogte in het dorp Varvannes van de gemeente Val-de-Saâne in het Pays de Caux.
Zij stroomt in noordelijke richting door een steeds dieper
wordende vallei om tussen Quiberville en Sainte-Marguerite-sur-Mer uit te monden in Het Kanaal.
Zij stroomt door een 25-tal landelijke dorpen, waaronder Saâne-Saint-Just, Auzouville-sur-Saâne, Biville-la-Rivière, Brachy, Gueures, Ambrumesnil, Saint-Denis-d'Aclon, Ouville-la-Rivière, Longueil en Quiberville